# Bekisar

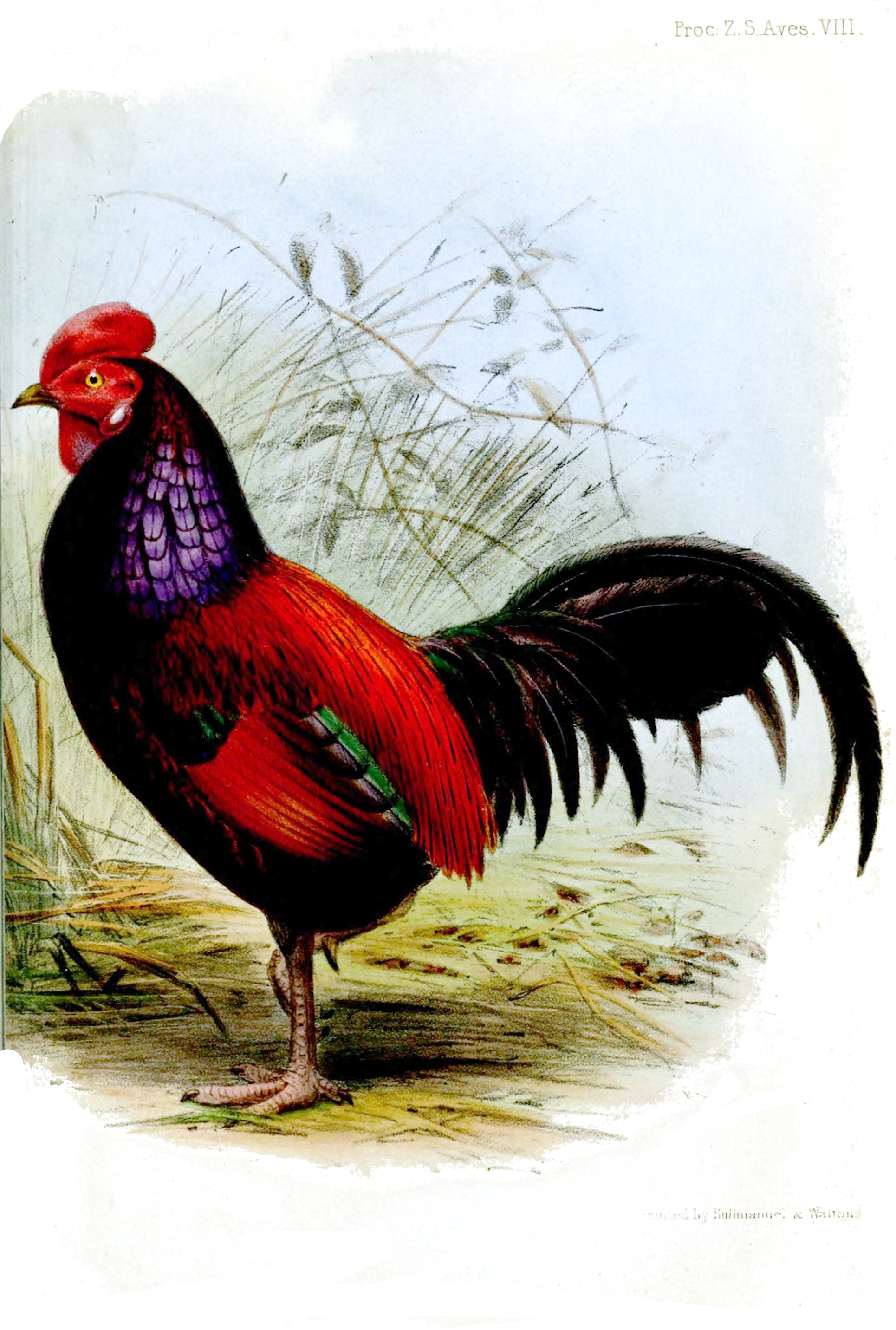
Bekisar (Hahn)

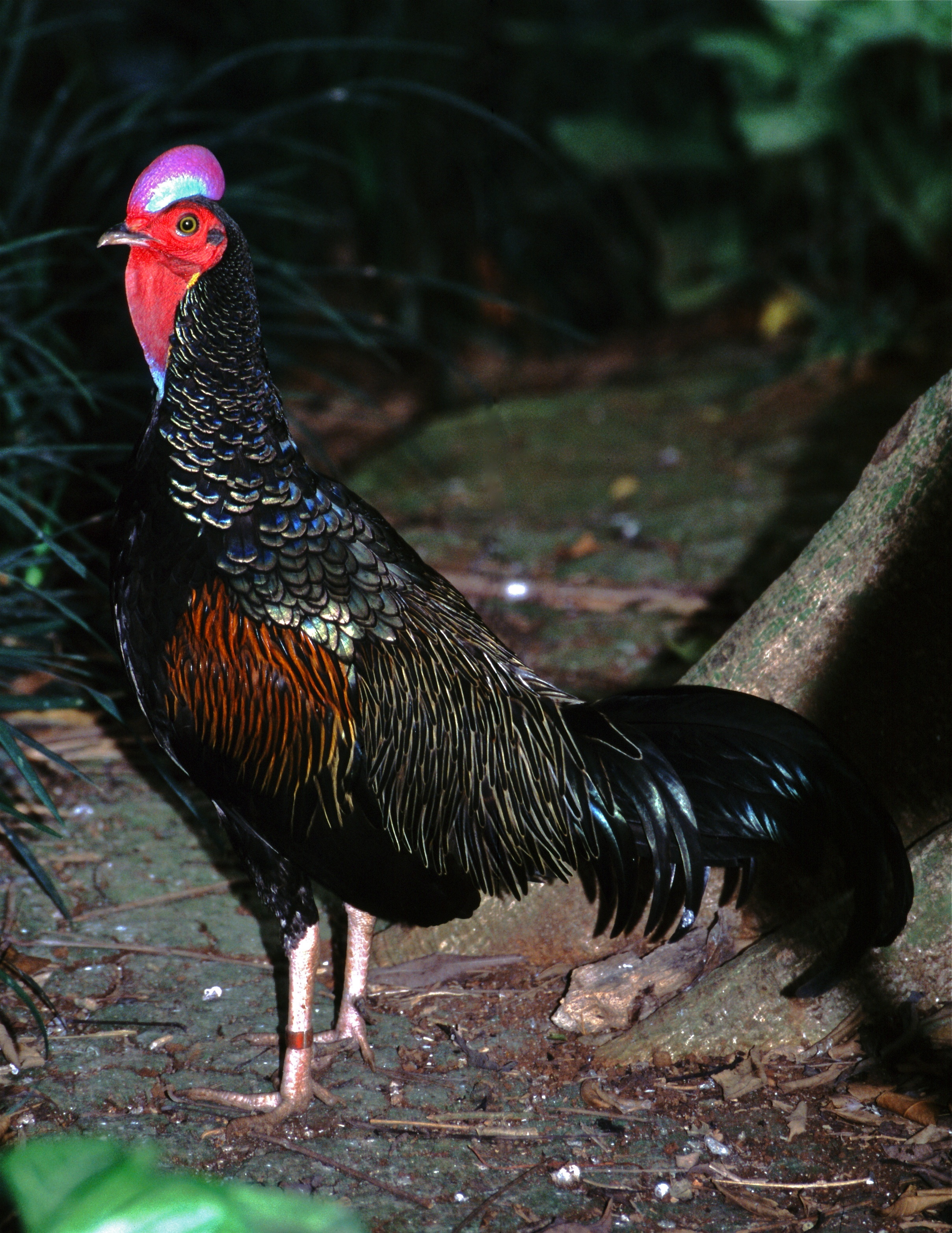
Gabelschwanzhuhn (Hahn)

Der Bekisar oder Ayam Bekisar ist ein Hybrid aus der Verpaarung des Gabelschwanzhuhnes und des Haushuhnes in der ersten Generation.  Die Hähne sind bekannt durch ihren außergewöhnlich langen Krähruf sowie durch die leuchtenden und auffälligen Gefiederfarben.

## Hybridisierung
Laut Überlieferung wurde die Kreuzung von Gabelschwanzhühnern und Bankivahühnern erstmals auf Inseln in der Javasee durchgeführt. Das Ergebnis dieser Kreuzung ist meistens ein infertiles Tier. Da die Eier der Hennen immer unfruchtbar sind, konnten Rückkreuzungen mit dem Haushuhn lediglich über Hähne erreicht werden. Aufgrund der praktischen Probleme bei den Kreuzungsversuchen wird momentan auch künstliche Befruchtung angewandt.

## Benutzung
Bekisars werden traditionell als „lebendiges Nebelhorn“ auf den Booten der Indonesier eingesetzt. Da der Krähruf über viele Kilometer zu hören ist, war es den Schiffsleuten möglich, sich gegenseitig auch bei schlechter Sicht zu orten. Bekisars werden ebenfalls zur Teilnahme an Wettkrähen gezüchtet. Hierzu werden die Hähne in Käfigen hochgezogen.

## Verbreitung
Durch die Wanderung von Völkern der Sunda-Inseln im Pazifik sind Bekisars auf pazifischen Inseln ausgesetzt worden und haben durch natürliche Rückkreuzung mit Landhühnern die Bildung einzigartiger Rassen ermöglicht. Die gängige Theorie, dass Araucanahühner aus Südamerika, welche wie Bekisars und Gabelschwanzhühner grünblaue Eier legen, von Bekisars abstammen, hat sich in molekulargenetischen Untersuchungen nicht bestätigt.